# Steve Bannon
Stephen Kevin "Steve" Bannon (Norfolk, 27 de novembro de 1953) é um assessor político estadunidense que serviu como assistente do presidente e estrategista-chefe da Casa Branca no governo Trump. Como tal, participou regularmente do Comitê de Diretores do Conselho de Segurança Nacional dos Estados Unidos, entre 28 de janeiro e 5 de abril de 2017, quando foi demitido. Antes de assumir tal posição da Casa Branca, Bannon foi diretor-executivo da campanha presidencial de Donald Trump, em 2016.

## Carreira
Anteriormente à campanha, Bannon atuou como banqueiro, produtor de filmes e executivo de mídia, tendo estado à frente do Breitbart News, um site de notícias, opinião e comentários de extrema-direita, o qual ele descreveu, em 2016, como "a plataforma da alt-right (direita alternativa)". Desde março de 2012, após a morte do fundador do site, Andrew Breitbart, Bannon tornara-se diretor-executivo da Breitbart News LLC, empresa proprietária do site homônimo. Sob sua liderança, o site adotou uma abordagem mais nacionalista e mais inclinada à direita alternativa.  Em 2016, Bannon declarou que o website era "a plataforma da alt-right ". Sobre o seu papel no Breitbart, declarou: "Nós nos vemos como virulentamente anti-establishment, particularmente 'anti-' uma classe política permanente." Segundo Bannon, a ideologia do Breitbart era uma mistura que incorporava libertarianos, sionistas, membros conservadores da comunidade gay, opositores do casamento entre pessoas do mesmo sexo, partidários do nacionalismo econômico, populistas de direita e partidários da alt-right, sendo que estes últimos que representavam apenas uma pequena parcela do total. Embora admitisse que o ideário da alt-right apresentava "conotações raciais e antissemitas", Bannon afirmava ter tolerância zero a tais ideias.
Mas, na visão de Philip Elliott e Zeke J. Miller, da revista Time, o Breitbart News "instilava material racista, sexista, xenofóbico e antissemita na veia da direita alternativa".
Bannon licenciou-se do Breitbart para trabalhar na campanha presidencial de Trump, sendo que, em 18 de agosto de 2017, a Breitbart anunciou que Bannon voltaria à diretoria executiva depois que deixasse suas funções de estrategista da Casa Branca. Todavia, após a eleição de Trump, Bannon anunciou que deixaria definitivamente o Breitbart, o que afinal ocorreu em 9 de janeiro de 2018.
Em 20 de agosto de 2020, Steve Bannon foi preso e acusado de cometer fraude financeira através de desvio de recursos. Após pagar fiança, Bannon foi liberado e responde ao processo em liberdade.
Em 21 de outubro de 2022, Bannon foi condenado a quatro meses de prisão por não colaborar na investigação sobre a invasão ao Capitólio dos Estados Unidos em janeiro de 2021. Em 29 de outubro de 2024, ele foi solto da prisão a uma semana da eleição nos Estados Unidos.

### Tradicionalismo esotérico
Em um discurso de 2014 em uma conferência no Vaticano, Bannon fez uma referência a Julius Evola, um esotérico italiano ligado ao fascismo de Benito Mussolini. O interesse de Bannon pelas ideias daquilo que se convencionou chamar de “Escola Perenialista” foi impulsionado pelo livro de Evola, “Revolta Contra o Mundo Moderno”, e os livros de René Guénon. Em março de 2016, Bannon declarou que aprecia “qualquer coisa que mencione Evola.” Ao se referir aos pontos de vista associados de Vladimir Putin, influenciado pelo seguidor de Evola, Aleksandr Dugin.

#### Outras influências
O autor libanês-americano Nassim Nicholas Taleb, o blogueiro neorreacionário Curtis Yarvin e o intelectual conservador Michael Anton foram apontados como três das principais influências no pensamento político de Steve Bannon. O filósofo francês Charles Maurras também foi descrito como uma grande influência na perspectiva ideológica de Bannon.

### Política europeia
Em meados de 2018, Bannon anunciou que planeja passar a metade do seu tempo na Europa, a fim de organizar uma nova operação política, capaz de unir os partidos populistas do continente europeu, antes das Eleições Parlamentares Europeias de 2019. Ele criou "O Movimento", uma organização que visa justamente promover grupos políticos nacionalistas e populistas de direita na Europa, contando, a princípio, com o apoio de políticos italianos (Matteo Salvini), belgas, húngaros (Viktor Orbán) e britânicos (UKIP), além da perspectiva de adesão de neerlandeses (Partido pela Liberdade e Fórum pela Democracia).

### Eleições brasileiras
Em agosto de 2018 ocorreu um encontro entre Bannon e Eduardo Bolsonaro, filho do então candidato Jair Bolsonaro, atuando com um conselheiro informal da campanha presidencial de Jair Bolsonaro para as eleições de outubro de 2018. Na ocasião, Eduardo Bolsonaro afirmou que Bannon se colocou à disposição para ajudar nas atividades de inteligência da campanha, ações na internet e análise de dados, sem incluir qualquer auxílio financeiro.